# PQI

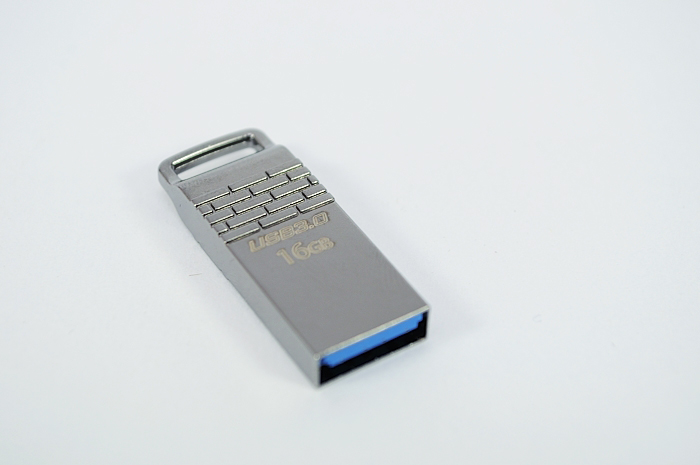
PQI 16 GB USBフラッシュドライブ

PQI（Power Quotient International Co., Ltd.）とは、台湾に本社を構えるストレージ＆メモリデバイスメーカー。

## 略歴
創業当初はDRAMモジュールを中心に製造。

1999年ISO 9001を初取得
2001年1月アメリカ、ヨーロッパ、香港、中国に支社を設立。
2010年Foxlink groupの一員になる。

## 製品
- Wi-Fiストレージ

アクセスポイントとポータブルストレージを一体化したもの
- モバイルバッテリー
- SDカード
- USBフラッシュメモリー
- ソリッドステートドライブ
- DIMM
- PQI Air Card

SDカードスロットに挿入し、無線LANによるデータ共有を実現